# Dormettingen
Dormettingen ist eine Gemeinde im Zollernalbkreis in Baden-Württemberg. Sie besteht allein aus dem gleichnamigen Dorf.

## Geographie

### Lage
Dormettingen liegt über dem Tal der Schlichem, einem rechten Nebenfluss des Neckars,
auf der Hochfläche des Kleinen Heubergs.

### Nachbargemeinden
(im Uhrzeigersinn von Norden; die Gemeinden gehören zum Zollernalbkreis)

Geislingen, Balingen, Dotternhausen, Schömberg und Dautmergen.

### Schutzgebiete

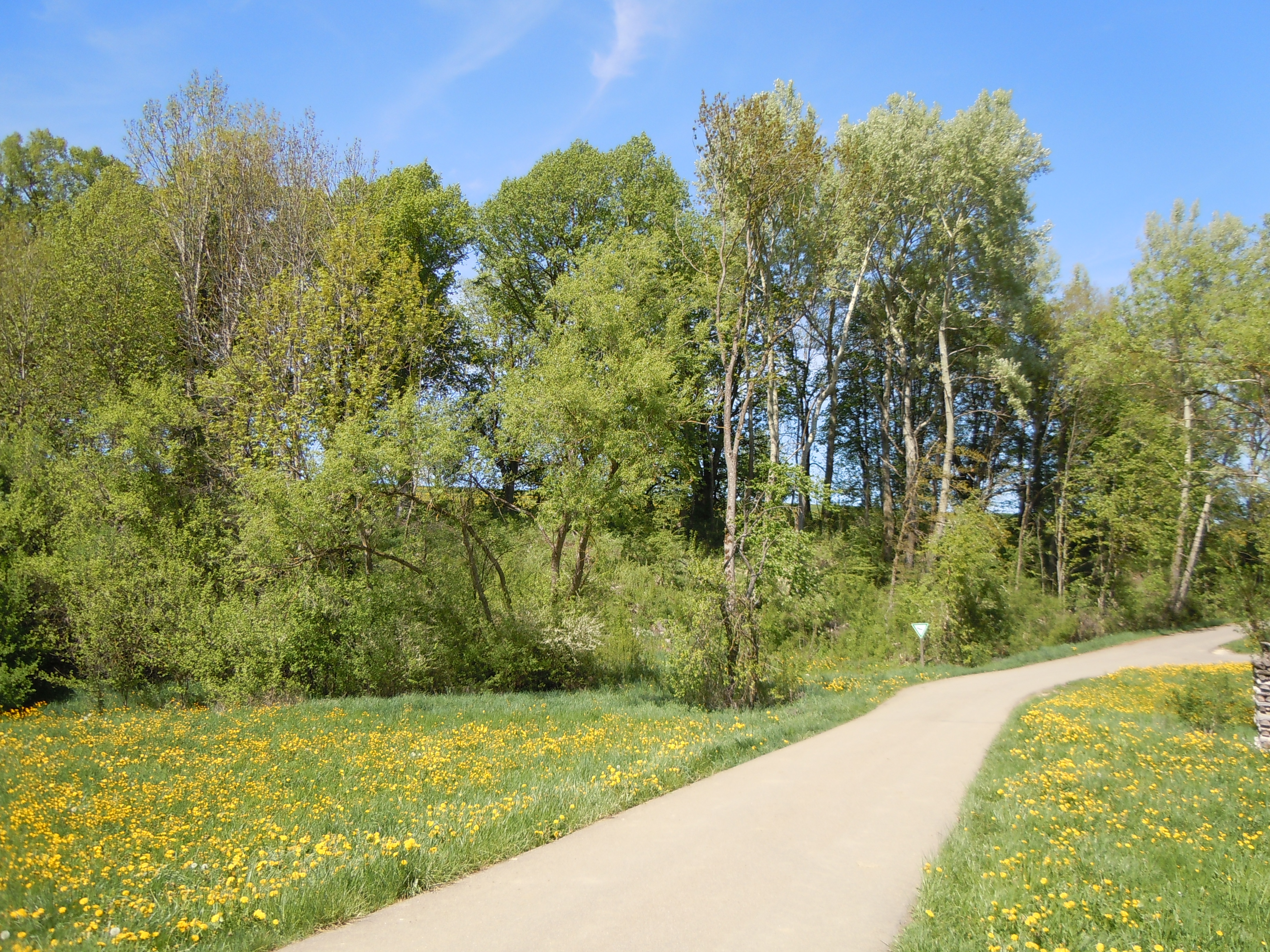
Naturschutzgebiet Riedbachtal

Nordöstlich von Dormettingen liegt das Naturschutzgebiet Riedbachtal, welches ebenso wie das Gewann Steigle südwestlich des Ortes gleichzeitig zum FFH-Gebiet Kleiner Heuberg und Albvorland bei Balingen gehört.

## Geschichte

### Vorgeschichte
Am südöstlichen Rand des Ortes wurde ein alemannisches Gräberfeld angelegt. 

### Geschichte im Heiligen Römischen Reich

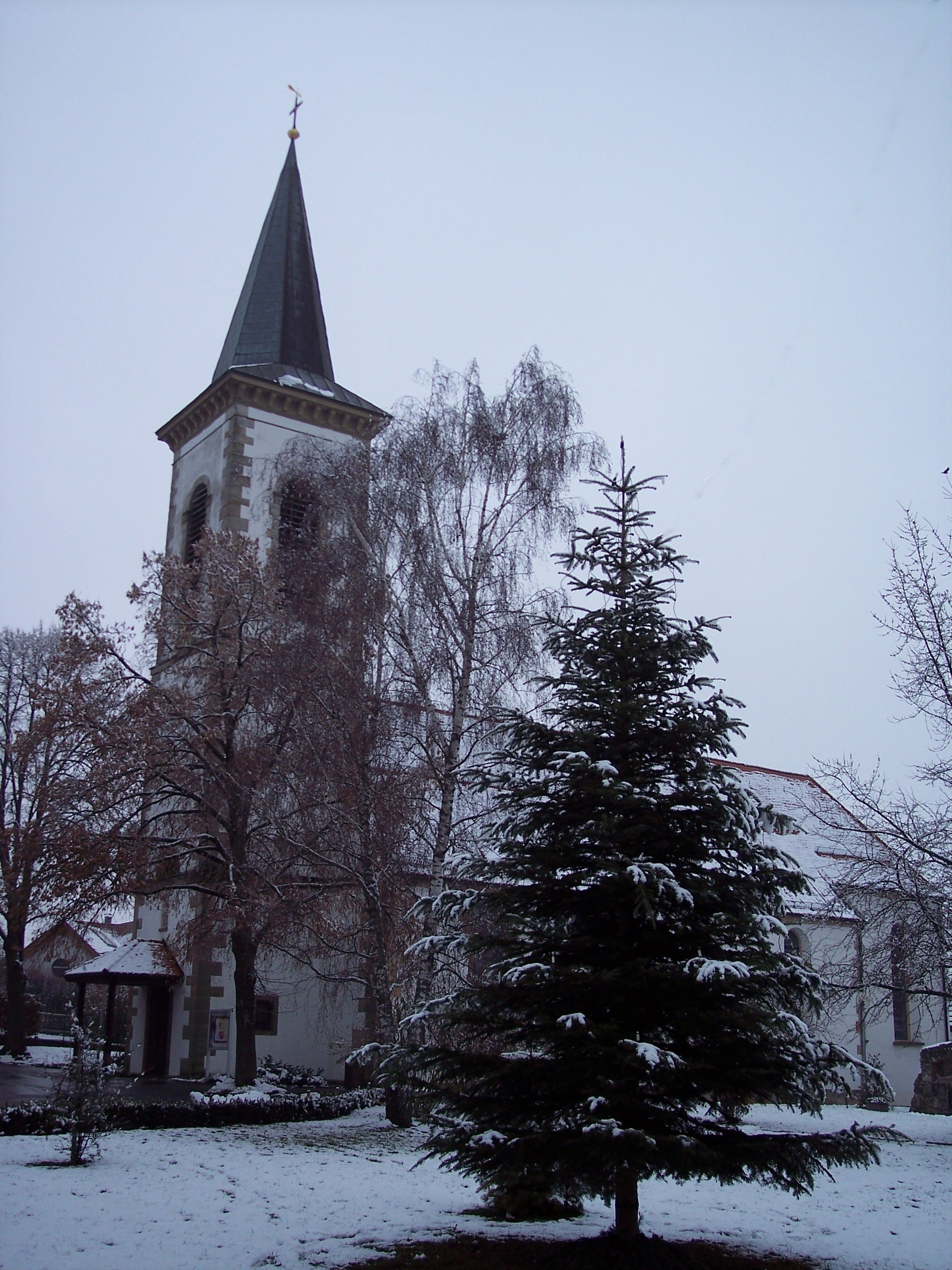
St. Matthäus

Erstmals urkundlich erwähnt wurde Dormettingen im Jahr 786. Graf Gerold, Schwager Karls des Großen, schenkte Güter des Ortes Toromoatingen an das Kloster St. Gallen. Im Jahr 793 tauchte der Name Tormuotinga und 1056 Dormutingan auf. Weitere Inhaber von Höfen während dieser Zeit waren das Kloster Reichenau, das Kloster St. Georgen und das Kloster Rottenmünster (jetzt Vinzenz von Paul Hospital) in Rottweil. 
Im Hochmittelalter lag der Ort im Gebiet des Herzogtums Schwaben. Seit dem Übergang vom Hoch- zum Spätmittelalter war Dormettingen Teil der Grafschaft Hohenberg und der Herrschaft Kallenberg zugeordnet. Im Jahre 1381 verkaufte Graf Rudolf III. von Hohenberg die Herrschaft Kallenberg an die Habsburger, so dass Dormettingen zu deren Schwäbischen Vorlanden hinzukam. Die Herrschaft wurde häufig verpfändet, so dass von 1401 bis 1695 das Hauses Waldburg aus der Linie Trauchburg im Besitz der Herrschaft Kallenberg war. 1702 erhielten die Freiherren von Ulm die Herrschaft Kallenberg als Pfand und waren seit 1722 mit derselben Herrschaft belehnt.    

### Geschichte seit württembergischer Zeit
Im Zuge der Mediatisierung gelangte Dormettingen 1805 an Württemberg. Bei der Umsetzung der neuen Verwaltungsgliederung im 1806 gegründeten Königreich Württemberg wurde das Dorf zunächst dem Oberamt Balingen und 1810 dem Oberamt Spaichingen unterstellt. Seit 1842 gehörte Dormettingen zum Oberamt Rottweil. Mit der Stichbahn von Balingen nach Schömberg erhielt Dormettingen durch die Haltestelle im benachbarten Dotternhausen 1911 Anschluss an das Streckennetz der Württembergischen Eisenbahn.
Im Jahre 1938 gelangte der Ort bei der Gebietsreform während der NS-Zeit in Württemberg an den Landkreis Balingen.

### Unternehmen „Wüste“ und Konzentrationslager
Im Januar 1944 wurde das KZ Dormettingen, ein Außenlager des KZ Natzweiler-Struthof, im Zuge des Unternehmens „Wüste“ aufgebaut, um im Rahmen des Mineralölsicherungsplans Öl aus Ölschiefer zu gewinnen. Rund 428 Häftlinge mussten unter katastrophalen Bedingungen Zwangsarbeit verrichten, mindestens 20 Personen starben.
Nach dem Einmarsch der Franzosen am 20. April 1945 ergriffen ehemalige Häftlinge und ausländische Zivilarbeiter die Lagerherrschaft und übten grausame Gewalttaten an ehemaligen Nationalsozialisten, aber auch an sonstigen Deutschen sowie an Ausländern aus. Menschen wurden gefoltert und erschossen, zwei Frauen mehrfach vergewaltigt. In diesem Zusammenhang wird das KZ Dormettingen auch als Schwarzes Lager bezeichnet. Erst am 28. Mai 1945, 20 Tage nach der Kapitulation der Wehrmacht, wurde das Lager durch die französische Militärregierung auf Betreiben des Ortspfarrers von Dormettingen endgültig aufgelöst.
Ein Grab mit Gedenkstein auf dem Ortsfriedhof erinnert an eine unbekannte Zahl im KZ umgekommener Personen.

### Nachkriegszeit
In der Nachkriegszeit war die Gemeinde Teil der Französischen Besatzungszone und kam somit zum Land Württemberg-Hohenzollern, welches 1952 im Bundesland Baden-Württemberg aufging.
Seit der Kreisreform von 1973 ist Dormettingen Teil des Zollernalbkreises.

### Religion
Traditionell ist der Ort katholisch geprägt. Die katholische Pfarrkirche Sankt Matthäus wurde 1712 errichtet und gehört zur Seelsorgeeinheit Oberes Schlichemtal im Dekanat Balingen der Diözese Rottenburg-Stuttgart. 

### Einwohnerentwicklung
| Jahr      | 1871 | 1910 | 1939 | 1950 | 1975 | 1991 | 1993 | 1995 | 2000 | 2005 | 2010 | 2015 | 2020 |
| --------- | ---- | ---- | ---- | ---- | ---- | ---- | ---- | ---- | ---- | ---- | ---- | ---- | ---- |
| Einwohner | 597  | 559  | 610  | 722  | 804  | 901  | 1014 | 1020 | 1075 | 1072 | 1033 | 1069 | 1073 |

## Politik

### Verwaltungsverband
Zusammen mit Dautmergen, Dotternhausen, Hausen am Tann, Ratshausen, Schömberg, Weilen unter den Rinnen und Zimmern unter der Burg bildet Dormettingen den Gemeindeverwaltungsverband Oberes Schlichemtal.

### Bürgermeister
Der Bürgermeister wird für eine Amtszeit von acht Jahren gewählt. Amtsinhaber ist seit 1. August 2025 Horst Lehmann. Zuvor amtierten von 1993 bis 2009 Manfred Benkendorf ab und von 2009 bis 2025 Anton Müller.

## Kultur und Sehenswürdigkeiten

### Vereine und ähnliche Organisationen
(Quelle:)
- Angelsportverein ASV Dormettingen e. V.
- Freiwillige Feuerwehr Dormettingen
- Kirchenchor Dormettingen
- Musikverein Dormettingen e. V.
- Narrenzunft „Rutsch nom“ Dormettingen e. V.
- Obst- und Gartenbauverein Dormettingen e. V.
- Soziales nachbarschaftliches Netzwerk – SonNe e. V. (in Kooperation mit den Gemeinden Dautmergen und Dotternhausen)
- Turn- und Sportverein TSV Dormettingen e. V.

### Tourismus
Auf dem Gelände des ehemaligen Ölschieferbruchs des Zementwerks Dotternhausen wurde 2014 der SchieferErlebnis-Park eröffnet. Der Park verbindet rekultivierte Landschaften mit Veranstaltungsflächen und Einblicken in die Ölschiefernutzung. Neben einem Klopf- und Sammelplatz für Fossilien sind ein Spielplatz, ein Restaurant und ein Amphitheater mit Freilichtbühne eingerichtet. Seit 2015 findet das zweitägige Elements Festival für elektronische Musik mit über 10.000 Besuchern im SchieferErlebnis-Park statt.
Nahe dem SchieferErlebnis-Park ist ein Weg durch die Öde Flusslandschaft, ein der Natur überlassenes ehemaliges Ölschieferabbaugebiet, ausgeschildert.
Ein Erinnerungspfad zum Unternehmen „Wüste“ und dem KZ Dormettingen führt unter anderem zu einem Gedenkort in einem ehemaligen Turbinengebäude des „Wüste“-Werks 7 sowie auf das Gelände eines früheren Schiefermeilers mit Original-Kipplore nahe dem Schiefer-Erlebnis Park. Der Erinnerungspfad verläuft durch ein Landschaftsschutzgebiet und trifft auf den Schlichemwanderweg.

## Wirtschaft und Infrastruktur

### Öffentlicher Nahverkehr
Der Öffentliche Nahverkehr wird durch den Verkehrsverbund Neckar-Alb-Donau (naldo) gewährleistet.
Dormettingen liegt nördlich der Bahnstrecke Balingen–Rottweil. An Sonn- und Feiertagen in der Sommersaison besteht von der Haltestelle Dotternhausen-Dormettingen mit dem Rad-Wander-Shuttle Bahnanschluss nach Schömberg sowie über Balingen nach Tübingen.
An Sonn- und Feiertagen zwischen dem 1. Mai und Mitte Oktober verkehrt die Buslinie 337 als Schlichem-WanderBus entlang des Schlichemwanderwegs. Zwischen Balingen, Tieringen und Epfendorf werden an diesen Tagen drei Fahrtenpaare, jeweils über Dormettingen, angeboten.

### Straßenverkehr
Dormettingen liegt zwei Kilometer nördlich der Bundesstraße 27, die direkt nach Balingen im Norden und Rottweil im Süden führt. Auf dem Gemeindegebiet verlaufen die Kreisstraßen 7129 und 7132.

### Radverkehr
Der Schwäbische-Alb-Radweg, ein Radfernweg vom Bodensee nach Donauwörth, verläuft von Tuttlingen über Schömberg und Dotternhausen nach Dormettingen und weiter nach Balingen.

### Wirtschaft
Im Westen der Gemeinde befinden sich Gewerbeflächen.
Entlang der Schwäbischen Alb liegt ein großes Vorkommen an oberflächennahem Posidonienschiefer (umgangssprachlich Ölschiefer), welcher im Balinger Umland einen Kerogenanteil (Vorstufe von Erdöl) von bis zu 20 % aufweist. Südlich von Dormettingen wurde bis ins Jahr 2000 Ölschiefer für das Holcim-Zementwerk Dotternhausen abgebaut. Nach Erschöpfung dieses Abbaufeldes verlagerte sich der Ölschiefertagebau auf eine Fläche nordwestlich von Dormettingen, größtenteils auf dem Gemeindegebiet von Dautmergen gelegen. Über eine Bandanlage wird das Material seither zum Zementwerk in Dotternhausen transportiert.
2018 wurde der Ölschieferabbau auf der gegenüberliegenden Seite der Kreisstraße 7129 fortgesetzt und kehrte somit nach Dormettingen zurück. Unter der Kreisstraße musste eine Unterführung errichtet werden, um das neue Abbaugebiet mit der Bandanlage verbinden zu können.
In Dormettingen unterhält das Unternehmen mey einen Logistikstandort und Werksverkauf.

## Söhne und Töchter der Gemeinde
- Karl Bertsch (1878–1965), Botaniker